# یواس‌اس گرولر (۱۸۱۲ قایق دودگلی)
یواس‌اس گرولر (۱۸۱۲ قایق دودگلی) (به انگلیسی: USS Growler (1812 schooner)) یک کشتی بود. این کشتی در سال ۱۸۱۲ ساخته شد.